# Jamie Jones
Jamie Jones (Neath, 14 de febrero de 1988) es un jugador de snooker galés.

## Biografía
Nació en la localidad galesa de Neath en 1988. Es jugador profesional de snooker desde 2006. No se ha proclamado campeón de ningún torneo de ranking, aunque sí ha alcanzado las semifinales en tres ocasiones, a saber: las del Australian Goldfields Open de 2015, las del Paul Hunter Classic de 2017 y las del Abierto de Escocia de 2020. Ha logrado, asimismo, tejer una tacada máxima en su carrera, que llegó en el Paul Hunter Classic de 2018, en su partido de treintaidosavos de final contra Lee Walker.